# NGC 4081
NGC 4081 este o galaxie spirală situată în constelația Ursa Mare. A fost descoperită în 18 iunie 1884 de către Lewis A. Swift. Se află la o distanță de 22,7 de megaparseci de Pământ.